# صموئيل سوان
صموئيل سوان (بالإنجليزية: Samuel Swan)‏ هو سياسي أمريكي، ولد في 1771 في الولايات المتحدة، وتوفي في 24 أغسطس 1844 في الولايات المتحدة. انتخب عضو مجلس النواب الأمريكي.